# Tasmanida
Tasmanida is een geslacht van kreeftachtigen uit de klasse van de Malacostraca (hogere kreeftachtigen).

## Soort
- Tasmanida norfolkae Ahyong, 2007